# Prasinocyma periculosa
Prasinocyma periculosa är en fjärilsart som beskrevs av W. Warren 1903. Prasinocyma periculosa ingår i släktet Prasinocyma och familjen mätare. Inga underarter finns listade i Catalogue of Life.